# Penagan
Penagan is een bestuurslaag in het regentschap Bangka van de provincie Bangka-Belitung, Indonesië. Penagan telt 4779 inwoners (volkstelling 2010).